# Міський стадіон (Бельсько-Бяла)
«Муніципальний стадіон Бельсько-Бяли» (пол. «Stadion Miejski w Bielsku-Białej») — футбольний стадіон у місті Бельсько-Бяла, Польща, домашня арена футбольних клубів «Подбескідзе» та «Сталь».

## Історія
Стадіон відкритий 1927 року як домашня арена БКС «Сталь». У 1950-х роках реконструйований, в результаті чого було вилучено бігові доріжки і збільшено площу ігрового поля. У 1980-х роках на арені проводилися різного роду спортивні змагання та культурні заходи, оскільки «Сталь» переживала турнірну кризу. З 1999 року на стадіоні домашні матчі проводить ФК «Подбескідзе». У 2006 році арена передана у власність муніципалітету Бельсько-Бяли і нині підпорядковується департаменту спорту та відпочинку. 
2008 року розпочалася реконструкція міського стадіону, в результаті якої встановлено систему опалення поля та систему освітлення. У 2011 році за рахунок «Подбескідзе» зведено тимчасову трибуну, яка була демонтована вже у 2012 році з початком капітальної реконструкції, проєкт якої був розроблений у 2008 році. Проєкт передбачав розширення стадіону, в зв'язку з чим міською владою було куплено ряд земельних ділянок поблизу арени, оскільки площі стадіону не було достатньо. У 2010 році було отримано дозвіл на розширення меж стадіону та його реконструкцію. Однак роботи не розпочалися через протести місцевих мешканців, які вимагали не займати прилеглих територій під спортивну арену. У 2012 році суд задовольнив запит на повторний дозвіл на будівництво стадіону у визначеному місці. Того ж року розпочалися роботи з будівництва нової споруди арени. У ході реконструкції було знесено чотири сусідніх будівлі, на місці яких споруджено нові трибуни. Після демонтажу тимчасової трибуни звільнилася земельна ділянка. Під час будівельних робіт стадіон продовжував приймати матчі. Спочатку було споруджено дві короткі трибуни за воротами, які і приймали вболівальників під час реконструкції. У 2015 році було споруджено всі глядацькі трибуни потужністю 15 076 місць. Тоді ж встановлено нову систему освітлення. 2016 року, після добудови офісних приміщень, арена була відкрита після довготривалої реконструкції.
У 1978 році стадіон приймав матчі у рамках Юнацького чемпіонату Європи з футболу (U-18).